# Crown Prince Frederik Island
Crown Prince Frederik Island är en ö i Kanada.   Den ligger i territoriet Nunavut, i den nordöstra delen av landet, 2 800 km norr om huvudstaden Ottawa. Arean är 401 kvadratkilometer.
Terrängen på Crown Prince Frederik Island är platt. Öns högsta punkt är 94 meter över havet. Den sträcker sig 20,4 kilometer i nord-sydlig riktning, och 34,4 kilometer i öst-västlig riktning.
Trakten runt Crown Prince Frederik Island består i huvudsak av gräsmarker.